# 结雅

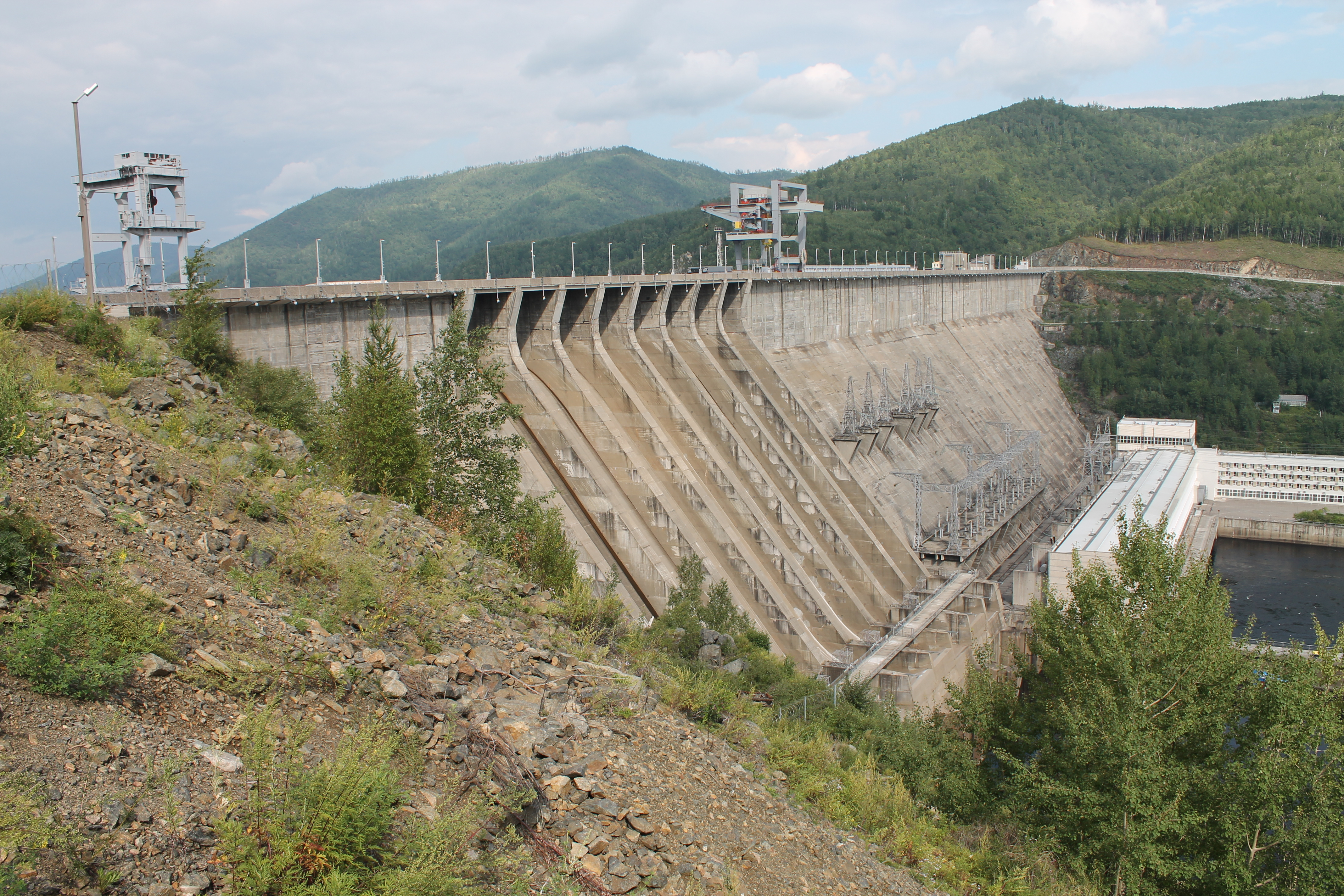
结雅河上的的一座水坝

结雅（羅馬化：Zeya）是俄罗斯阿穆尔州的一座城市。位于结雅河畔（黑龙江的一条支流，清朝稱精奇里河）；滕达东南230公里处，海兰泡以北532公里处。人口27,400人（2005年估计）；27,795人（2002年人口普查）；31,955人（1989年人口普查）。

## 外部連結
- http://www.admzeya.ru/ （页面存档备份，存于）
- http://admzr.ru/ （页面存档备份，存于）